# Oedemera nigripennis
Oedemera nigripennis là một loài bọ cánh cứng trong họ Oedemeridae. Loài này được Matsumura miêu tả khoa học năm 1911.